# Аквавива (Ливорно)
Аквавива је насеље у Италији у округу Ливорно, региону Тоскана.
Према процени из 2011. у насељу је живело 72 становника. Насеље се налази на надморској висини од 46 м.